# Blepharolejeunea incongrua
Blepharolejeunea incongrua là một loài Rêu trong họ Lejeuneaceae. Loài này được (Lindenb. & Gottsche) Slageren & Kruijt mô tả khoa học đầu tiên năm 1985.